# Петко Илић
Петко Илић „Нагорички“ (1886 — Страцин, 17. март 1912), називан још и као Муса и Мома Војвода, је био српски четнички војвода у Старој Србији, данашњој Македонији.

## Биографија
Рођен је у Старом Нагоричану код Куманова око 1886. године. Петко Илић је ушао у српску четничку организацију као четник још 1903. године. У зиму 1904. године је кренуо ка Поречу под командом војводе Велка Мандарчева. Мандарчев, будући да је био из Скопске Црне Горе, покушао је да 1902. године на рачун ВМРО-а, поведе чету у свој завичај међутим, због националне отпорности овог краја у томе није успео. Захваљујући непознавању прошлости Мандарчева, Српски комитет му је поверио чету коју је он заједно са Боби Сојичевим војводом ВМРО-а, разоружао и ликвидирао. Петко Илић је поштеђен као најмлађи и послат у Бугарску на националну индоктринацију.
Из Бугарске је Илић успео да побегне и стигне у Врање, где се у јесен 1905. године уписао у чету војводе Анђела Ђорђевића. Ни ова чета није имала среће; убрзо по преласку границе, чета је опкољена од стране турске војске. Чета је давала очајнички отпор док нису остала само Петко, два четника и једна бомба. Четничка парола Слобода или смрт се потврдила још једном. Четници су активирали бомбу, загрливши се над њоме. Турци њихове лешеве нису односили, што је спасило Петка кога је детонација одбацила, али не и знатно ранила.
Године 1907. Петко постаје војвода чете у Скопској Црној Гори, где ће представљати везу и курирску чету два Горска штаба. Након Младотурска револуција Младотурске револуције, четници су се предали у Скопљу. Петко је Турцима представљен као шеф горског штаба што никада није био, али је његова слава одбацивала сваку сумњу. Његов ниски раст и младост запањили су Турке, који нису веровали да је тај ниски младић "Кузун" (јагње) комита, чувени војвода Петко. Петко је 1910. године поново отпочео четовање, будући да су Младотурци наставили са праксом притискања Хришћана.
Погинуо је с пролећа, 4. марта 1912. године у селу Страцину (Борба код Страцина). Тражио је да буде сахрањен у Србији, на граници, како би могао да посматра чете при пролазу. Сахрањен је у Манастиру Свети Пантелејмон, у селу Лепчинцу.
 Године 1923. пренете су му кости у Старо Нагоричане, а ту му је подигнут споменик 1933. године а освећен 1937. године.

## Помињање
Године 1912, Јован Довезенски је написао о њему:
„Још од почетка четничке организације, Петко је био од првих организованих. Тада је имао једва шеснајест година. То му није сметало да буде увек међу онима који су кришом преносили пушке и муницију. Још мали и недовољно развијен, желео је да понесе онолико као и остали. Дао сам му једну пушку и стотину метака. Њему је то било мало. Нисам попустио. После је, у путу, узео од других две стотине метака за мартинку.”